# Quinto Pompeyo Sosio Prisco
Quinto Pompeyo Sosio Prisco (en latín: Quintus Pompeius Sosius Priscus) fue un senador romano del siglo II, que desarrolló su cursus honorum bajo los emperadores Adriano, Antonino Pío, y Marco Aurelio. Fue Cónsul ordinario en 149 junto con Servio Cornelio Escipión Salvidieno Orfito, su vida se conoce casi exclusivamente por inscripciones.

## Orígenes familiares
Prisco era hijo de Quinto Pompeyo Falcón, cónsul en 108, y Sosia Pola. Los escritores anteriores lo habían confundido con su hijo, Quinto Pompeyo Seneción Sosio Prisco, pero una inscripción fragmentaria encontrada en Roma permitió a los expertos separar las pruebas pertenecientes a cada uno Durante su vida, su rama familiar de la gens Sosia había recibido el estatus de Patricio.

## Carrera
El cursus honorum de Prisco se puede recuperar de dos inscripciones: la fragmentaria de Roma mencionada anteriormente y la de Bononia en Emilia-Romaña. Si podemos confiar en el orden de los cargos en esta inscripción para reflejar el orden en que se llevaron a cabo, su primer cargo registrado fue sevir equitum Romanorum encargado de la revisión anual de los équites en Roma. Luego fue nombrado como uno de los tresviri monetalis, la más prestigiosa de las cuatro magistraturas que componen el Vigintivirato; la asignación a esta junta generalmente se asignaba a patricios o individuos favorecidos por el emperador. Luego se convirtió en cuestor, lo cual era importante para que el titular del cargo pudiera ser admitido en el Senado, siendo asignado directamente al emperador Adriano. Esto fue seguido por su admisión al sacerdocio romano de los sodales Hadrianales, luego en el Colegio de Pontífices; esto último puede haber ocurrido antes de su ingreso al consulado. También fue nombrado miembro de los sodales Antoniniani en esa época. Como miembro de la orden Patricia, Prisco accedió al consulado dos años después de ser pretor.
Después de su consulado, Prisco se convirtió en miembro de los Comes del emperador Marco Aurelio. Si se puede confiar en la restauración de la inscripción de Roma, Prisco también fue condecorado con una dona militaria, posiblemente como oficial de estado mayor; McDermott sugiere que esto "fue en el momento de las guerras del norte entre 167 y 180. Sospecho que sus deberes eran menos bélicos que los de su contemporáneo y yerno Poncio". Prisco terminó su carrera con uno de los pináculos de una exitosa carrera senatorial, gobernador proconsular de Asia.

## Familia
Se sabe que Prisco ha tenido al menos dos hijos:
- Quinto Pompeyo Seneción Sosio Prisco, cónsul ordinario en 169.
- Pompeya Sosia Falconila, que se casó con Marco Poncio Leliano Larcio Sabino, cónsul ordinario en 163.[5]